# Campionati europei di judo 2011
I Campionati europei di judo 2011 sono stati la 22ª edizione dei Campionati europei di judo, organizzati dalla European Judo Union, e si sono svolti all'Abdi İpekçi Arena di Istanbul, in Turchia, dal 21 al 24 aprile 2011.

## Podi

### Uomini
| Specialità | Oro | Argento | Bronzo |
| −60 kg     | Heorhij Zantaraja | Betkil Shukvani | Arsen Galstjan Elio Verde |
| −66 kg     | Miklós Ungvári | Tarlan Karimov | Alim Gadanov Colin Oates |
| −73 kg     | João Pina | Murat Kodzokov | Jaromír Ježek Hasan Vanlıoğlu |
| −81 kg     | Elnur Mammadli | Sergiu Toma | Siražudin Magomedov Ole Bischof |
| −90 kg     | Īlias Īliadīs | Kirill Denisov | Varlam Lip'art'eliani Marcus Nyman |
| −100 kg    | Amel Mekić | Levan Zhorzholiani | Jevgeņijs Borodavko Irak'li Tsirek'idze |
| +100 kg    | Teddy Riner | Barna Bor | Martin Padar Janusz Wojnarowicz |
| Squadre    | Ucraina Serhij Drebot Heorhij Zantaraja Volodymyr Soroka Artem Vasylenko Viktor Savinov Roman Hontjuk Valentin Hrekov Stanislav Bondarenko Artem Blošenko | Francia Pierre Duprat David Larose Ugo Legrand Benjamin Darbelet Loïc Pietri Anthony Laignes Matthieu Dafreville Teddy Riner | Georgia Shalva Kardava Nugzari Tatalashvili Avtandili Tchrikishvili Levan Tsiklauri Varlam Lip'art'eliani Zviadi Khanjaliashvili Aleksandre Mskhaladze Germania Robert Kopiske Christopher Völk Sven Maresch Christophe Lambert Dimitri Peters Robert Zimmermann |

### Donne
| Specialità | Oro                                                                                                   | Argento | Bronzo |
| −48 kg     | Alina Alexandra Dumitru                                                                               | Éva Csernoviczki                                                                                               | Frédérique Jossinet Laëtitia Payet |
| −52 kg     | Penelope Bonna                                                                                        | Joana Ramos | Ana Carrascosa Sophie Cox |
| −57 kg     | Sabrina Filzmoser                                                                                     | Telma Monteiro                                                                                                 | Irina Zabludina Corina Oana Căprioriu |
| −63 kg     | Gévrise Émane                                                                                         | Anicka van Emden                                                                                               | Urška Žolnir Hilde Drexler |
| −70 kg     | Edith Bosch                                                                                           | Cecilia Blanco                                                                                                 | Lucie Decosse Erica Barbieri |
| −78 kg     | Audrey Tcheuméo                                                                                       | Lucie Louette                                                                                                  | Luise Malzahn Anamari Velenšek |
| +78 kg     | Elena Ivaščenko                                                                                       | Anne Sophie Mondiere                                                                                           | Tea Donguzašvili Lucija Polavder |
| Squadre    | Francia Priscilla Gneto Pénélope Bonna Automne Pavia Gévrise Emane Lucie Decosse Anne-Sophíe Mondíère | Germania Romy Tarangul Miryam Roper Viola Wächter Claudia Malzahn Iljana Marzok Franziska Konitz Luise Malzahn | Turchia Aynur Samat Nazlıcan Özerler Selda Karadağ Büşra Katipoğlu Şeyda Bayram Belkıs Zehra Kaya Gülşah Kocatürk Ucraina Marija Bujok Tet'jana Levyc'ka-Šukvani Anna Nikitina Oksana Didenko Natalija Smal' Iryna Kindzers'ka |

## Medagliere
| Posiz. | Nazione              | Oro | Argento | Bronzo | Totale |
| ------ | -------------------- | --- | ------- | ------ | ------ |
| 1      | Francia              | 5   | 3       | 3      | 11     |
| 2      | Ucraina              | 2   | 0       | 1      | 3      |
| 3      | Russia               | 1   | 2       | 5      | 8      |
| 4      | Ungheria             | 1   | 2       | 0      | 3      |
| 4      | Portogallo           | 1   | 2       | 0      | 3      |
| 6      | Azerbaigian          | 1   | 1       | 0      | 2      |
| 6      | Paesi Bassi          | 1   | 1       | 0      | 2      |
| 8      | Austria              | 1   | 0       | 1      | 2      |
| 8      | Romania              | 1   | 0       | 1      | 2      |
| 10     | Bosnia ed Erzegovina | 1   | 0       | 0      | 1      |
| 10     | Grecia               | 1   | 0       | 0      | 1      |
| 12     | Georgia              | 0   | 2       | 3      | 5      |
| 13     | Germania             | 0   | 1       | 3      | 3      |
| 14     | Spagna               | 0   | 1       | 1      | 2      |
| 15     | Moldavia             | 0   | 1       | 0      | 1      |
| 16     | Slovenia             | 0   | 0       | 3      | 3      |
| 17     | Italia               | 0   | 0       | 2      | 2      |
| 17     | Gran Bretagna        | 0   | 0       | 2      | 2      |
| 17     | Turchia              | 0   | 0       | 2      | 2      |
| 20     | Rep. Ceca            | 0   | 0       | 1      | 1      |
| 20     | Estonia              | 0   | 0       | 1      | 1      |
| 20     | Lettonia             | 0   | 0       | 1      | 1      |
| 20     | Polonia              | 0   | 0       | 1      | 1      |
| 20     | Svezia               | 0   | 0       | 1      | 1      |
|        | Totale               | 16  | 16      | 32     | 64     |